# Glen Murray (Eishockeyspieler)
Glen Murray (* 1. November 1972 in Halifax, Nova Scotia) ist ein ehemaliger kanadischer Eishockeyspieler und derzeitiger -funktionär, der im Verlauf seiner aktiven Karriere zwischen 1989 und 2008 unter anderem 1103 Spiele für die Boston Bruins, Pittsburgh Penguins und Los Angeles Kings in der National Hockey League auf der Position des rechten Flügelstürmers bestritten hat. Seinen größten Karriereerfolg feierte Murray, der zweimal am NHL All-Star Game teilnahm, im Trikot der kanadischen Nationalmannschaft mit dem Goldmedaillengewinn bei der Weltmeisterschaft 2004. Seit 2012 ist er in verschiedenen Funktionärspositionen bei seinem Ex-Team Los Angeles Kings tätig.

## Karriere
Als Junior spielte er für die Sudbury Wolves in der Ontario Hockey League. Glen Murray wurde beim NHL Entry Draft 1991 in der ersten Runde an der 18. Position von den Boston Bruins ausgewählt, die ihn zum Ende der folgenden Saison noch für fünf Spiele in die National Hockey League holten. Mit drei Toren empfahl er sich auch für die Playoffs, wo er mit sechs Scorerpunkten in sechs Spielen positiv auffiel.
Seine Rookiesaison 1992/93 spielte Murray dann zum Teil im Farmteam in der American Hockey League bei den Providence Bruins. Die hohen Erwartungen, die das management in den Erstrunden Draftpick gesetzt hatte, der auch in den ersten Spielen so sehr beeindruckte, konnte Murray nicht erfüllen und so gaben die Bruins ihn, nachdem er nie mehr als 31 Punkte in der Saison erreichen konnte, im Sommer 1995 gemeinsam mit Bryan Smolinski in Tausch gegen Kevin Stevens und Shawn McEachern an die Pittsburgh Penguins ab.
In Pittsburgh waren seine Leistungen auch nur durchschnittlich und nach eineinhalb Jahren holten die Penguins Eddie Olczyk von den Los Angeles Kings und Murray wurde hierfür nach LA abgegeben. Nachdem er in den ersten 66 Spielen der Saison 1996/97 nur auf 22 Punkte gekommen war, fügte er in den elf Spielen bei den Kings weitere acht Punkte hinzu. Bis kurz nach Beginn der Saison 2001/02 blieb er in Los Angeles und konnte zweimal in dieser Zeit mehr als 60 Scorerpunkte erreichen. In diesen Jahren war er einer der Topscorer der Kings.
Ende Oktober 2001 führte ihn sein Weg zurück zu den Boston Bruins. Gemeinsam mit Jozef Stümpel kam er im Austausch für Jason Allison und Mikko Eloranta. Wieder an seiner alten Wirkungsstätte war er nun der Führungsspieler, den man sich schon knapp zehn Jahre zuvor erhofft hatte. Seine erfolgreichste Saison hatte Murray im Spieljahr 2002/03 an der Seite von Joe Thornton, als er mit 44 Toren und 48 Assists auf 92 Scorerpunkte kam. So kam er auch 2003 und 2004 zu einer Einladung zum NHL All-Star Game. Im Sommer 2008 beendete der Kanadier nach 15 Jahren in der Liga seine aktive Karriere.
Anschließend übernahm er nach einer mehrjährigen Pause im Sommer 2012 einen Funktionärsposten bei seinem Ex-Team Los Angeles Kings. Zunächst war er vier Jahre als Berater tätig, danach zwei Jahre als Trainer für die Entwicklung junger Spieler. Seit dem Beginn der Saison 2018/19 ist er Director of Player Development.

### International
Für sein Heimatland nahm Murray an den Weltmeisterschaften 1998 und 2004 teil. Nachdem er im Jahr 1998 den undankbaren vierten Platz mit der kanadischen Nationalmannschaft belegte, errang er sechs Jahre später den Weltmeistertitel. Dazu steuerte er in neun Turnierspielen vier Scorerpunkte bei, darunter zwei Tore.

## Erfolge und Auszeichnungen
- 2003 Teilnahme am NHL All-Star Game
- 2004 Teilnahme am NHL All-Star Game
- 2004 Goldmedaille bei der Weltmeisterschaft

## Karrierestatistik

### International
Vertrat Kanada bei:
- Weltmeisterschaft 1998
- Weltmeisterschaft 2004

(Legende zur Spielerstatistik: Sp oder GP = absolvierte Spiele; T oder G = erzielte Tore; V oder A = erzielte Assists; Pkt oder Pts = erzielte Scorerpunkte; SM oder PIM = erhaltene Strafminuten; +/− = Plus/Minus-Bilanz; PP = erzielte Überzahltore; SH = erzielte Unterzahltore; GW = erzielte Siegtore; 1 Play-downs/Relegation; Kursiv: Statistik nicht vollständig)